# (34103) Suganthkannan
2000 PP17 (asteroide 34103) é um asteroide da cintura principal. Possui uma excentricidade de 0.10814310 e uma inclinação de 2.54108º.
Este asteroide foi descoberto no dia 1 de agosto de 2000 por LINEAR em Socorro.